# Valéry Giscard d'Estaing
Valéry Marie René Georges Giscard d'Estaing, francoski politik, * 2. februar 1926, Koblenz, † 2. december 2020, Authon.
Valéry Giscard d'Estaing znan tudi kot Giscard ali VGE, je bil francoski avtor in državnik, ki je od leta 1974 do 1981 opravljal dolžnost predsednika Francoske republike. Bil je tudi član ustavnega sveta Francije.